# 氷川台
氷川台（ひかわだい）は、東京都練馬区の地名である。現行行政地名は氷川台一丁目から氷川台四丁目。住居表示実施済区域。

## 地理・概要
練馬区東部に位置する。北部を錦、南部を石神井川をはさんで羽沢・桜台、東部を板橋区桜川・小茂根、西部を平和台・早宮と接する。東京メトロ有楽町線・副都心線の氷川台駅がある。
広大な緑の公園、城北中央公園と石神井川が町のシンボルでもあり、同川は南から東にかけての町境を流れ、かつては田柄川も北の町境を流れていた（1980～81年に暗渠化）。同川は旧田柄川緑道（グリーンベルト）として整備され、桜の名所になっている。

### 地価
住宅地の地価は、2025年（令和7年）1月1日の公示地価によれば、氷川台3-24-21の地点で52万5000円/m2、氷川台4-45-18の地点で52万1000円/m2となっている。

## 歴史
1965年7月1日、住居表示実施。それまでは仲町1丁目〜3丁目であった。旧町名の仲町は今も練馬区立仲町小学校などに残っている。

### 町名の由来
氷川神社のある台地の意味。当初、氷川町と名付けられたが、同じ町名が板橋区にあるため、台を付けた。

## 世帯数と人口
2025年（令和7年）4月1日現在（練馬区発表）の世帯数と人口は以下の通りである。
| 丁目         | 世帯数    | 人口     |
| ------------ | --------- | -------- |
| 氷川台一丁目 | 124世帯   | 217人    |
| 氷川台二丁目 | 1,491世帯 | 3,068人  |
| 氷川台三丁目 | 3,030世帯 | 5,155人  |
| 氷川台四丁目 | 2,899世帯 | 5,274人  |
| 計           | 7,544世帯 | 13,714人 |

### 人口の変遷
国勢調査による人口の推移。
| 年                 | 人口  |
| ------------------ | ----- |
| 1995年（平成7年）  | 3,091 |
| 2000年（平成12年） | 3,353 |
| 2005年（平成17年） | 3,387 |
| 2010年（平成22年） | 3,323 |
| 2015年（平成27年） | 3,449 |
| 2020年（令和2年）  | 3,344 |

### 世帯数の変遷
国勢調査による世帯数の推移。
| 年                 | 世帯数 |
| ------------------ | ------ |
| 1995年（平成7年）  | 1,102  |
| 2000年（平成12年） | 1,281  |
| 2005年（平成17年） | 1,272  |
| 2010年（平成22年） | 1,325  |
| 2015年（平成27年） | 1,345  |
| 2020年（令和2年）  | 1,394  |

## 学区
区立小・中学校に通う場合、学区は以下の通りとなる（2022年7月現在）。
| 丁目         | 番地                       | 小学校                 | 中学校                 |
| ------------ | -------------------------- | ---------------------- | ---------------------- |
| 氷川台一丁目 | 全域                       | 練馬区立開進第四小学校 | 練馬区立開進第四中学校 |
| 氷川台二丁目 | 全域                       | 練馬区立仲町小学校     | 練馬区立開進第四中学校 |
| 氷川台三丁目 | 1～36番                    | 練馬区立開進第四小学校 | 練馬区立開進第四中学校 |
| 氷川台三丁目 | 37〜41番                   | 練馬区立開進第四小学校 | 練馬区立開進第一中学校 |
| 氷川台四丁目 | 38～39番 43～45番 51～59番 | 練馬区立開進第一小学校 | 練馬区立開進第一中学校 |
| 氷川台四丁目 | 1〜37番 40〜42番 46〜50番  | 練馬区立仲町小学校     | 練馬区立開進第四中学校 |

## 交通

### 鉄道
- 氷川台駅
  -  東京メトロ有楽町線 - 和光市行、新木場行
  -  東京メトロ副都心線 - 和光市行、渋谷行

### バス
- 開進第一中学校入口停留所、氷川台駅西停留所、氷川台駅停留所、氷川台三丁目公園停留所、羽根木橋西停留所、城北中央公園停留所、氷川台福祉園停留所（みどりバス氷川台ルート）
  - 練馬北町車庫行、練馬光が丘病院行

### 道路
- 東京都道441号池袋谷原線

## 事業所
2021年（令和3年）現在の経済センサス調査による事業所数と従業員数は以下の通りである。
| 丁目         | 事業所数  | 従業員数 |
| ------------ | --------- | -------- |
| 氷川台一丁目 | 7事業所   | 80人     |
| 氷川台二丁目 | 52事業所  | 522人    |
| 氷川台三丁目 | 166事業所 | 1,935人  |
| 氷川台四丁目 | 152事業所 | 1,374人  |
| 計           | 377事業所 | 3,911人  |

### 事業者数の変遷
経済センサスによる事業所数の推移。
| 年                 | 事業者数 |
| ------------------ | -------- |
| 2016年（平成28年） | 383      |
| 2021年（令和3年）  | 377      |

### 従業員数の変遷
経済センサスによる従業員数の推移。
| 年                 | 従業員数 |
| ------------------ | -------- |
| 2016年（平成28年） | 2,785    |
| 2021年（令和3年）  | 3,911    |

## 施設

### 氷川台一丁目

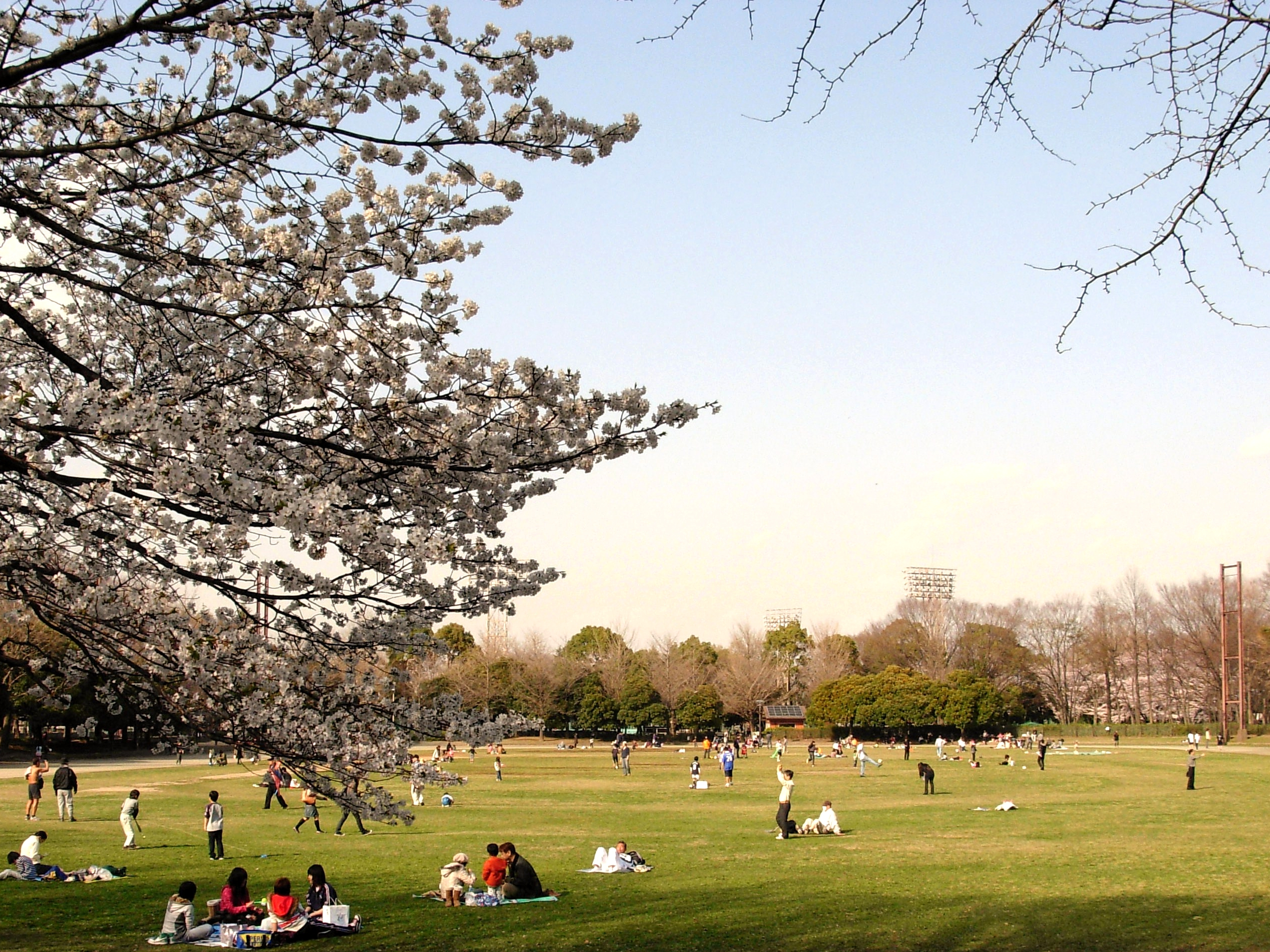
城北中央公園グラウンド（2010年）

- 城北中央公園
  - サービスセンター
  - 栗原遺跡
- 氷川台交番

### 氷川台二丁目

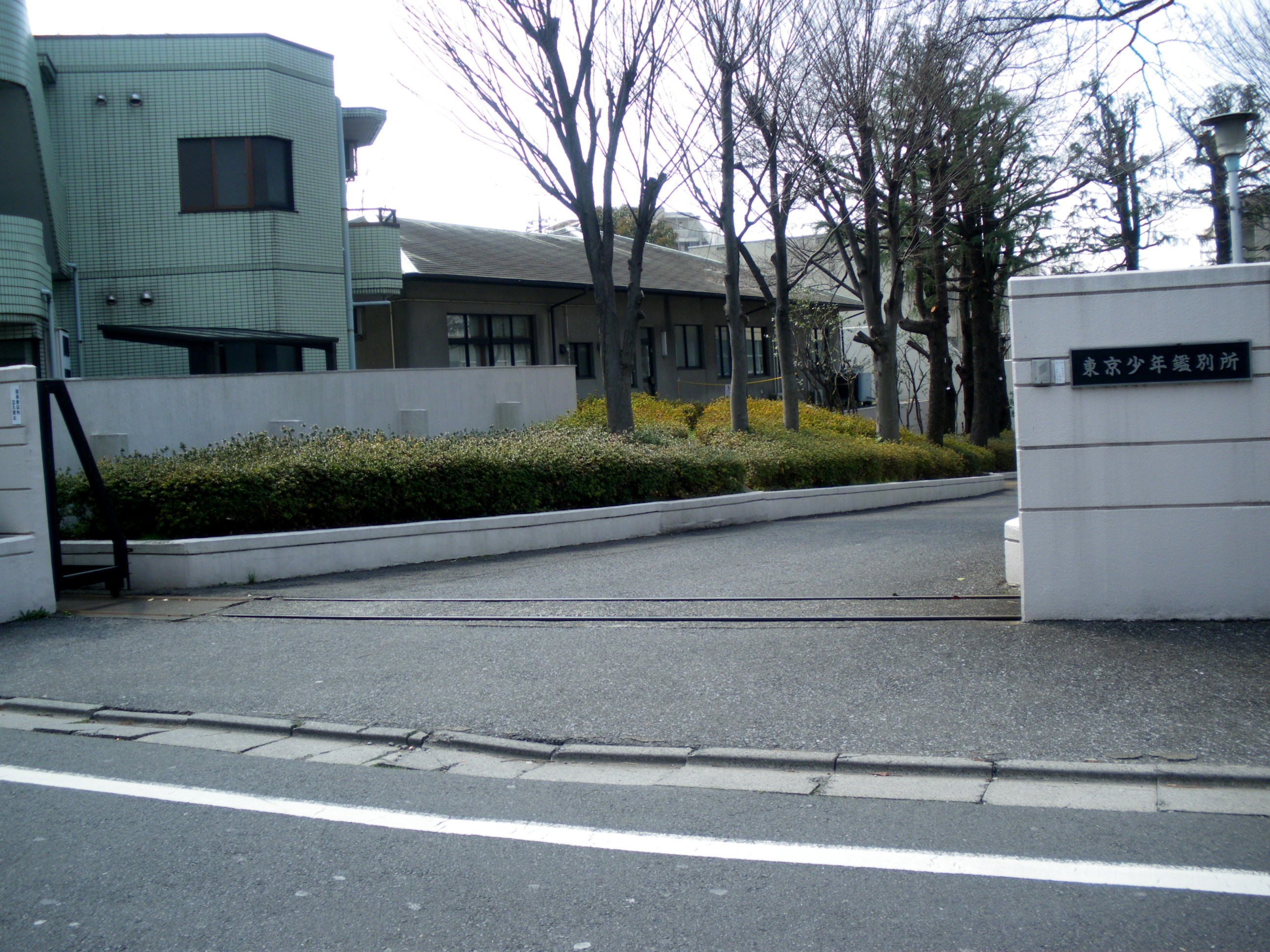
東京少年鑑別所（2009年）

- 練馬区立仲町小学校
- 練馬区立氷川台第二保育園

1980年10月開設
- 練馬区立氷川台地区区民館
- 東京少年鑑別所
- 練馬区立氷川台福祉園
- 諏訪神社

### 氷川台三丁目
- 氷川台駅（東京地下鉄）
- 東京柔道整復専門学校
- 東京ドルフィンクラブ桜台スイミングスクール
- 西京信用金庫氷川台店
- ウエルシア薬局氷川台店
- TSURUKAME氷川台店
- 松屋フーズ氷川台店
- マクドナルド氷川台駅前店
- サイゼリヤ氷川台駅前店
- ブックス氷川台
- ファミリーマート氷川台店
- 光傳寺（毎年、春と秋に落語家を呼び、光傳寺寄席を開催する）
- 荘厳寺
- 沖エンジニアリング本社
- 練馬区立氷川台三丁目公園
- 練馬区立氷川台三丁目ちびっこ公園

### 氷川台四丁目

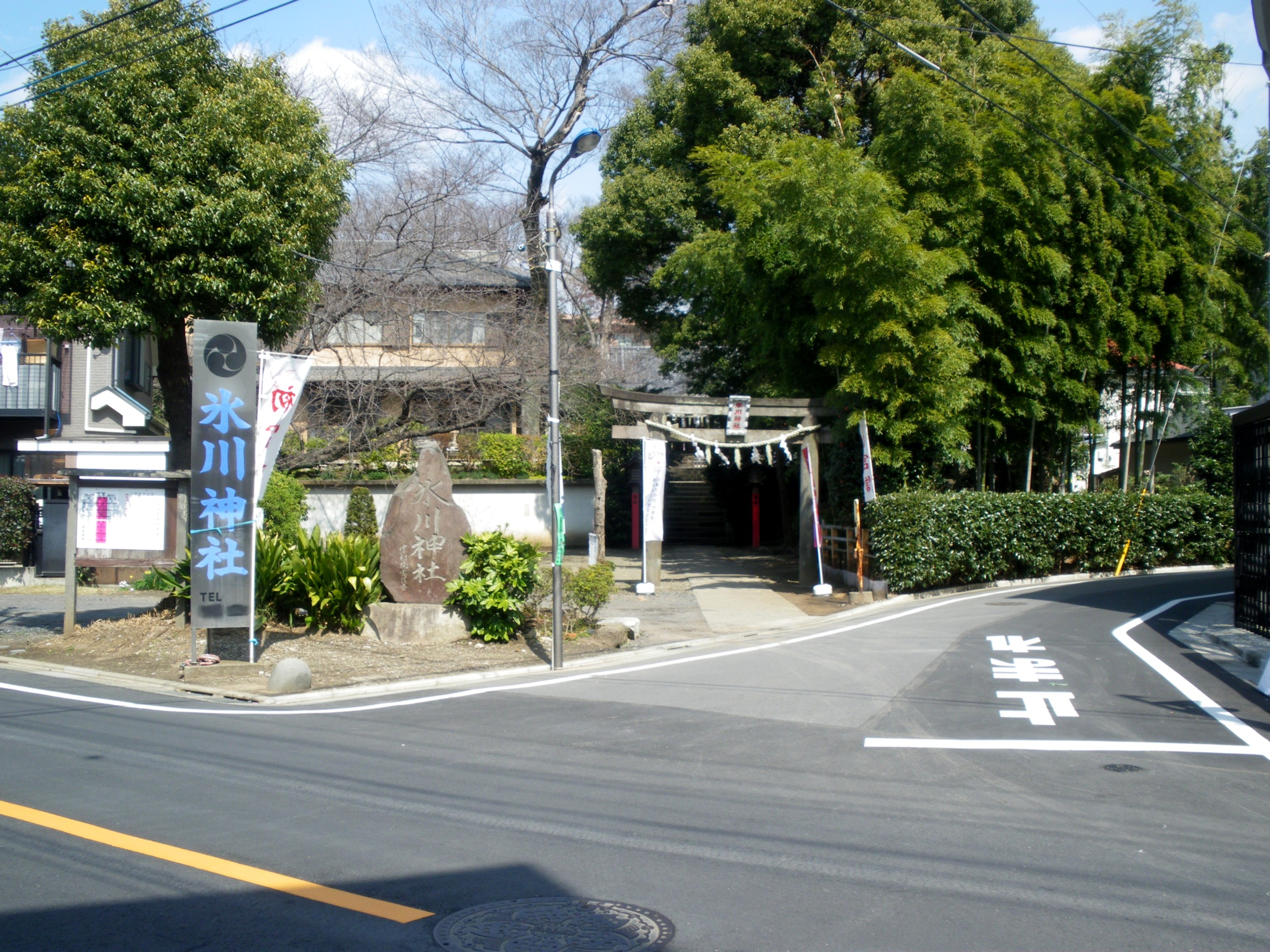
氷川神社（2009年）

- 練馬区立氷川台保育園

1969年10月開設
- 練馬氷川台郵便局

- ジョナサン氷川台店
- ファミリーマート練馬氷川台店
- ひばり食品（スーパー）
- ハセガワ（カースーパー）
- 氷川神社
- 練馬区立ひばりヶ丘児童遊園
- 練馬区立氷川台さくら公園
- 練馬区立氷川児童遊園
- 練馬区立氷川台四丁目児童遊園

## その他

### 日本郵便
- 郵便番号 : 179-0084[3]（集配局 : 光が丘郵便局[17]）。